# Parti nationaliste français et européen
Le Parti nationaliste français et européen (PNFE) était un groupuscule d'extrême droite néonazi, raciste, antisémite et xénophobe, fondé en avril 1987, par Claude Cornilleau, ancien membre de l'OAS et du RPR. Il est inactif depuis 1999.

## Historique
Il est issu d'une scission du Parti nationaliste français en 1987, menée par l'ancien élu RPR Claude Cornilleau, et est inactif depuis 1999,. Adepte des thèses du racisme biologique, opposé à la démocratie et au « capitalisme cosmopolite », il dénonce le « lobby juif mondial ». 
Le président du PNFE était Claude Cornilleau. Militaire de carrière, il est condamné par contumace à vingt ans de prison pour sa participation au putsch d'avril 1961 pendant la guerre d'Algérie, mais bénéficie de l'amnistie de 1968. De 1979 à 1981, il est membre du FN. Conseiller municipal RPR de Chelles (Seine-et-Marne) en 1983, il est contraint à la démission en 1987 en raison de propos très virulents et racistes. 
L'organisation est structurée en sections locales autonomes et peine à fédérer les quelques centaines de membres composant la mouvance skinhead en France, qui s'avèrent rétifs à toute forme d'organisation. 
Le PNFE rallia des policiers français issus de la Fédération professionnelle indépendante de la police (FPIP). Le secrétaire général de la FPIP était par ailleurs membre du bureau politique du PNFE et avait comme consigne de « créer une « SS » au sein de la police pour le compte du parti ».
Comme quelques autres groupes d'ultra droite en France, le PNFE utilise la croix celtique comme emblème. Sa devise était « France d'abord ! Blanche toujours ! », l'organisation étant très influencée par les mouvements suprémacistes blancs américains. Cette inspiration américaine se retrouve aussi dans l'organisation du mouvement, qui développe les techniques du lone wolf et de leaderless resistance tout en espérant attirer l'attention médiatique par ses actions violentes et déclencher une guerre civile ethnique. 
Les membres du PNFE commettent des crimes et des délits sanctionnés par la justice, comme des profanations de sépultures, des agressions et des incendies contre des foyers d'immigrés et des locaux du PCF entre 1986 et 1989, dans le sud de la France.
Gilbert Hervochon, membre du PNFE, se rend coupable en 1987-1988 de quatre attentats perpétrés avec plusieurs complices, dont Nicolas Gouge, autre membre du PNFE. Ces attentats sont dirigés contre des responsables politiques communistes, contre la CGT locale de Cannes et contre un foyer d'immigrés, le foyer Sonacotra à Cagnes-sur-Mer. Ce dernier attentat cause un mort et quinze blessés le 19 décembre 1988. Les attentats sont faussement revendiqués sous le nom d'une organisation juive, le « Groupe Massada », dans l'espoir de déclencher un conflit entre Africains et juifs. Finalement, cet attentat entraîne l'arrestation de toute la direction du parti. Les terroristes sont jugés pour assassinats et de tentatives d'assassinat à la cour d'assises des Alpes-Maritimes en octobre et novembre 1991.
Le journal du parti, Tribune nationaliste, créé en octobre 1985, est interdit en décembre 1990.
Il fête l'anniversaire de la naissance d'Adolf Hitler lors d'un banquet le 22 avril 1990 et s'est rendu en juin 1995 au congrès du parti allemand d'extrême droite NPD.
Le 1er mars 1990, le journaliste Hervé Gattegno révèle un document attestant qu'un secrétariat provisoire a été mis en place pour entamer la réorganisation du mouvement et appeler les militants à l'action.
En mai-juin 1990, le secrétaire national, Francis Allouchéry, est exclu et est remplacé en 1991 par Michèle d'All'Ara.
En janvier 1994, les Faisceaux nationalistes européens (FNE) de Mark Fredriksen se rallient au PNFE et ce dernier devient vice-président du parti.
Le 24 avril 1997, le principal inculpé pour la profanation du cimetière juif de Carpentras dans la nuit du 8 au 9 mai 1990 était un ancien membre du PNFE.
En 1998, des membres du PNFE enlèvent et assassinent un employé de Peugeot et le revendiquent sous le nom d'« Armée des jeunes musulmans de France ».
La disparition du PNFE en 1999 signe la fin des mouvements néonazis militants en France. Quelques uns de ses anciens membres rejoignent Unité radicale, principal groupuscule d'extrême droite à l'époque. C'est notamment le cas de Maxime Brunerie, qui tentera en 2002 d'assassiner Jacques Chirac et provoquera la dissolution d'Unité Radicale.